# Gaspar de Borja y Velasco
Gaspar de Borja y Velasco, španski rimskokatoliški duhovnik, škof in kardinal, * 26. junij 1580, Villalpando, † 28. december 1645.

## Življenjepis
17. avgusta 1611 je bil povzdignjen v kardinala in imenovan za kardinal-duhovnika S. Susanna; pozneje (17. oktober 1616) je bil imenovan še za S. Croce in Gerusalemme.
15. julija 1630 je bil imenovan za kardinal-škofa Albana; 15. septembra 1630 je prejel  škofovsko posvečenje.
19. februarja 1632 je bil imenovan za nadškofa Seville in 16. januarja 1645 še za nadškofa Toleda.